# سعود فتح
سعود فتح (انگلیسی: Saoud Fath؛ زادهٔ ۱۶ اوت ۱۹۸۰) یک بازیکن فوتبال اهل قطر است.

## باشگاهی
از باشگاه‌هایی که در آن بازی کرده‌است می‌توان به باشگاه فوتبال راپید وین، الغرافه اشاره کرد.

## تیم ملی
وی همچنین در تیم ملی فوتبال قطر بازی کرده است.